# Orarapa Island
Orarapa Island, auch The Haystack genannt, ist eine sehr kleine unbewohnte Insel von Neuseeland im Hauraki Gulf nahe der Ostküste der neuseeländischen Nordinsel. Das Eiland ist die südwestlichste Insel der Inselgruppe The Noises.